# Fairlight
Fairlight — компьютерная игра в жанре Action-adventure, использующая изометрическую проекцию. Игра была разработана Бо Янгеборгом и Джеком Уилксом (компания The Edge) и выпущена в 1985 году. Игра была разработана в течение 7 месяцев. Игровой движок GRAX был создан с использованием кода и компонентов предыдущего проекта Янгеборга, графического пакета The Artist. Уилкс отвечал за графическое оформление игры, в том числе за спрайты врагов и заглавный экран. Игра была хорошо принята критикой и была продана в количестве более 50000 копий. Продолжение под названием Fairlight II было выпущено в 1986 году.
Центром игры является её главный герой Исвар (англ. Isvar), который должен найти Книгу света для придворного колдуна, чтобы они могли сбежать из замка Аварс (англ. Avars)
Версия для ZX Spectrum была примечательна тем, что она является одной из первых игр (наряду с Technician Ted), где используется интерактивный загрузчик, отображающий таймер обратного отсчёта до загрузки игры.

## Игровой процесс
Игрок управляет авантюристом по имени Исвар, который ходит по замку. Замок представлен в реалистичной изометрической проекции. Объекты в замке имеют реалистичные физические свойства и характеристики. Некоторые объекты могут использоваться в особых целях (например, ключ, открывающий определённую дверь). В игре присутствует элемент головоломки, поскольку необходимо догадаться, каким образом эти объекты можно применить.
Персонаж может переносить объекты и помещать их друг на друга, что позволяет достичь комнат или объектов, которые находятся выше него. В замке много секретных областей.
Противниками главного героя являются охранники замка и монстры (тролли, торнадо, растения-людоеды и т. д.), уменьшающие его запас энергии. Пополнить энергию можно при помощи разбросанных по замку магических напитков и еды. Кроме того, определённые объекты могут использоваться против врагов (или их определённого типа).

## Восприятие
- Fairlight была признана лучшей приключенческой аркадой, а также игрой с лучшей музыкой и графикой по мнению читателей Crash[1].